# Nils Blommér
Nils Johan Olsson Blommér (12 juin 1816 à Blommeröd (Scanie)-1er février 1853 à Rome) est un peintre suédois appartenant au mouvement romantique.

## Biographie
Il commença sa carrière en tant qu'apprenti à Lund, il s'y entraînait en peignant des portraits vers l'âge de 20 ans. Il obtint quelques succès en 1839 et mit de l'argent de côté pour partir à Stockholm. C'est là qu'il prit le nom de Blommér et qu'il fut accepté à la Fria konsternas akademi. Après avoir gagné plusieurs fois le prix de l'académie, il reçut une subvention pour partir à l'étranger. Il passa du temps à Paris puis partit en Italie, où il épousa sa femme Edla Gustafva Jansson, peintre elle aussi, en novembre 1852. Quelques mois plus tard, il attrapa une pneumonie aiguë dont il mourut.
L'œuvre que l'on retient de Blommér est son travail sur la mythologie nordique. On peut citer Älfdrömmen, Sommarnattsdrömmen, Näcken och Ägirs döttrar en français : « La Nix et la sœur d'Aegir », Brage och Iduna, Freja, Loke och Sigyn and Älfvor.

## Galerie d'images

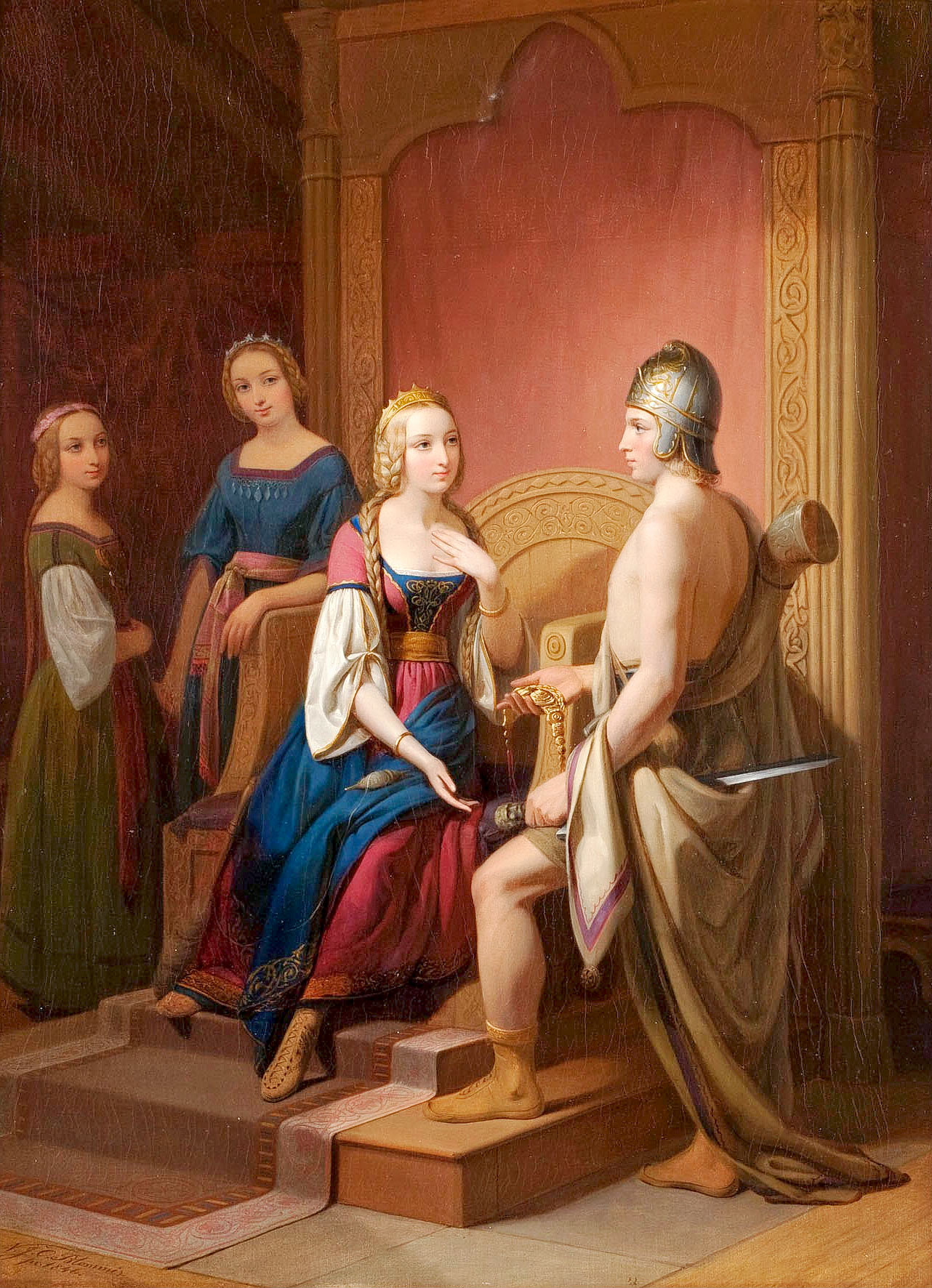
Heimdallr remet le collier Bryfing à Freyja, 1846
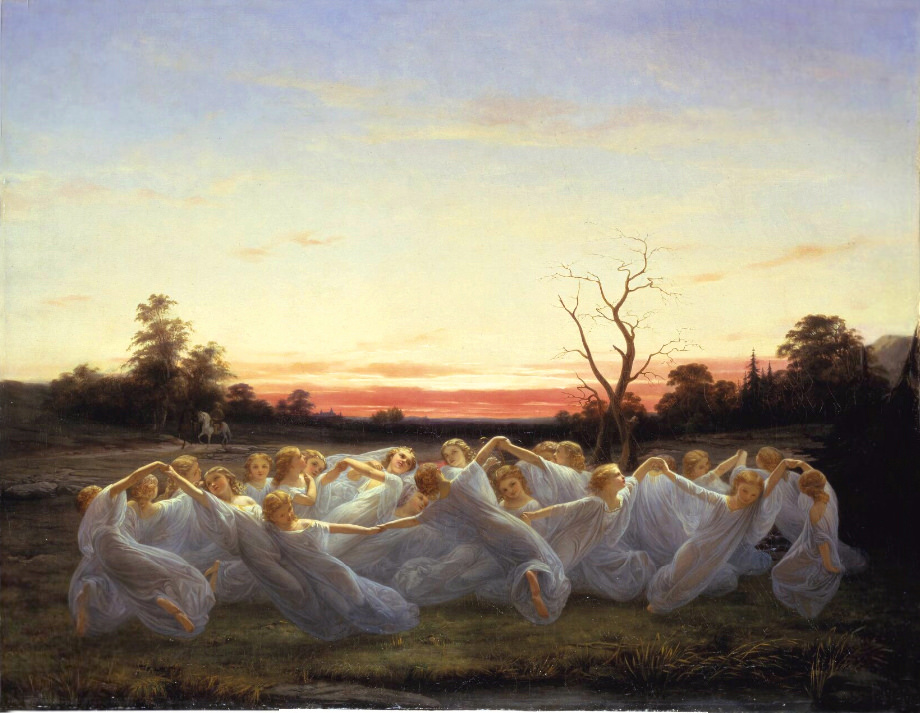
Ängsälvor (« elfes des prairies »), 1850
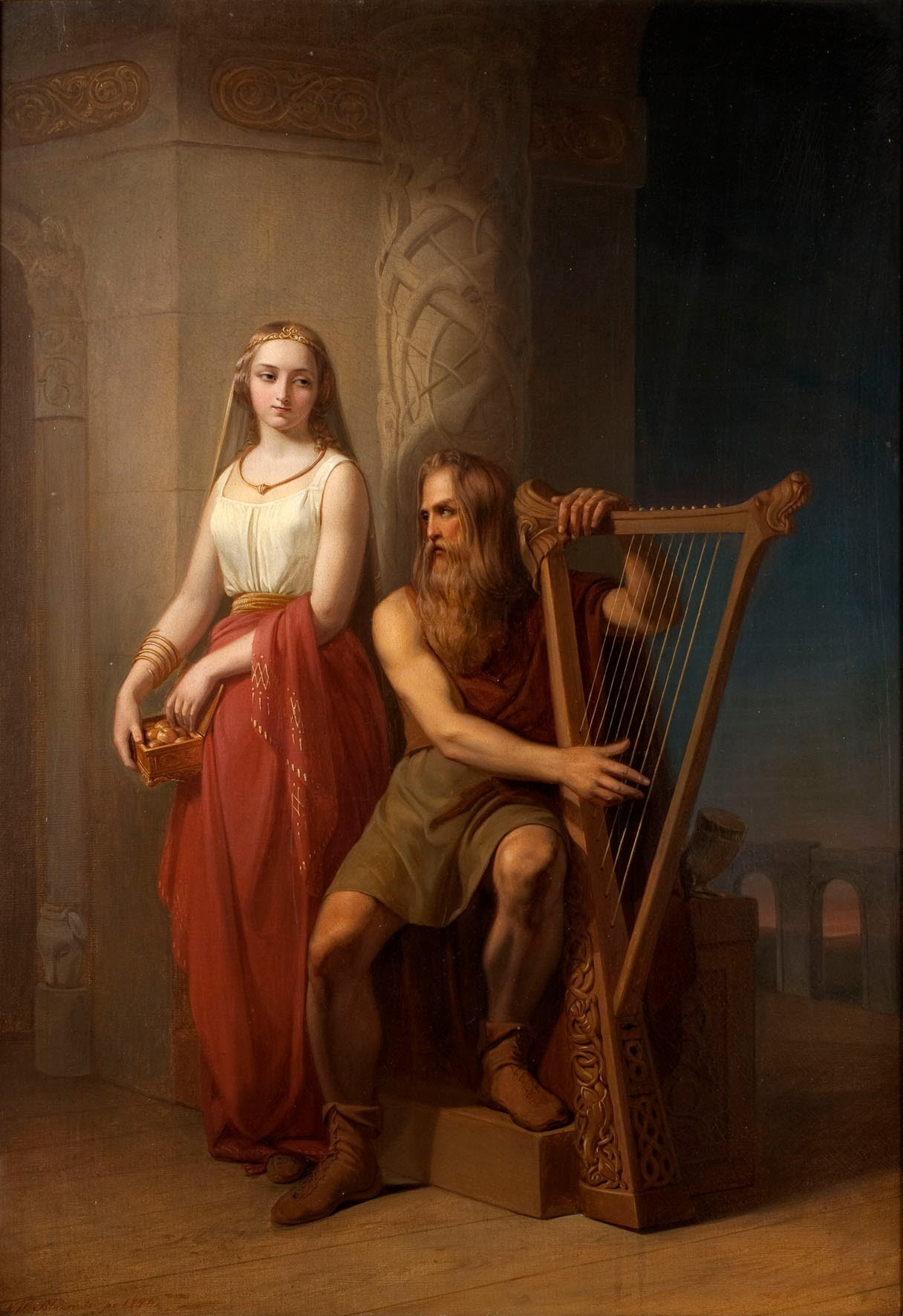
Bragi assis jouant de la harpe, Iðunn debout derrière lui, 1846
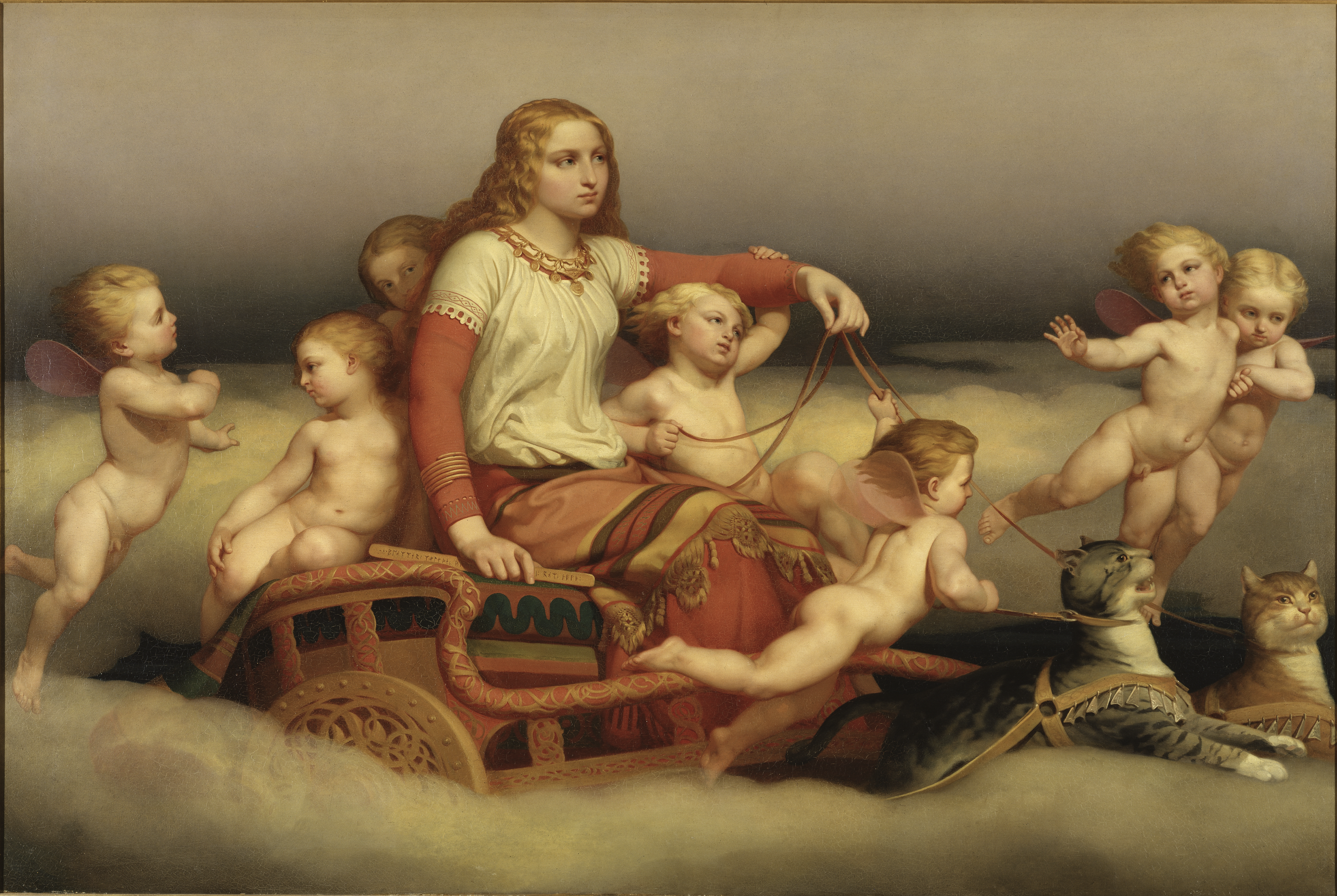
Freja, 1852